# Gerasim (Ševcov)
Gerasim (světským jménem: Vitalij Nikolajevič Ševcov; * 8. září 1971 Moskva) je ruský duchovní Ruské pravoslavné církve a arcibiskup vladikavkazský a alanský.

## Život
Narodil se 8. září 1971 v Moskvě.
V letech 1988–1993 studoval na Moskevském institutu pro geologický průzkum. Poté studoval na Moskevském duchovním semináři a v letech 1997–2001 na Moskevské duchovní akademii.
Dne 15. března 1996 byl přijat jako poslušnik do Trojicko-sergijevské lávry a 17. dubna 1997 byl postřižen na monacha se jménem Gerasim na počest svatého Gerasima Jordánského.
Dne 19. prosince 1997 byl rukopoložen na hierodiakona a 18. června 2000 v chrámu Svaté Trojice v Trojicko-sergijevské lávře patriarchou moskevským na jeromonacha.
V letech 2001–2005 přednášel na vojenské fakultě Pravoslavné humanitní univerzity svatého Tichona.
Dne 16. července 2005 byl Svatým synodem převeden do jurisdikce Japonské pravoslavné církve. Důvodem byla žádost metropolity Daniela (Nušira) pro zaslání duchovního k obnovení mnišského života v Japonsku. Dne 1. prosince 2005 dorazil do Japonska a od roku 2006 začal zřizovat pravoslavné mnišské bratrstvo při chrámu Vzkříšení Krista v Tokiu.
Roku 2009 se zúčastnil jako delegát monastýrů tokijské eparchie Místního soboru Ruské pravoslavné církve.
Dne 16. září 2012 byl v katedrálním chrámu Vzkříšení Krista v Tokiu povýšen patriarchou moskevským Kirillem na archimandritu.
Po rozhodnutí metropolity Daniela a arcibiskupa sendajského Serafima (Tsujie) bylo přerušeno zřízení mnišského bratrstva v Tokiu a 30. srpna 2019 byl rozhodnutím Svatého synodu odvolán zpět do jurisdikce Ruské pravoslavné církve.
Od 23. dubna do 1. srpna 2020 dočasně spravoval korejskou eparchii. Dne 25. srpna 2020 byl jmenován pokladníkem Trojicko-sergijevské lávry.
Dne 6. listopadu 2020 byl ustanoven duchovním chrámu svatého Blažeje v Moskvě.
Dne 20. listopadu 2020 byl Svatým synodem jmenován zástupce představeného finančního oddělení Moskevského patriarchátu a 25. listopadu představeným chrámu svatého Blažeje.
Dne 24. září 2021 jej Svatý synod zvolil biskupem vladikavkazským a alanským. Dne 13. října byl v chrámu Krista Spasitele v Moskvě oficiálně jmenován biskupem a o den později zde proběhla jeho biskupská chirotonie. Světiteli byli patriarcha moskevský Kirill, metropolita voskresenský Dionisij (Porubaj), arcibiskup klinský Leonid (Gorbačov), biskup naro-fominský Paramon (Holubka), biskup odincovský a krasnogorský Foma (Mosolov), biskup sergijevo-posadský a dmitrovský Foma (Demčuk) a biskup zelenogradský Savva (Tutunov).
Dne 13. listopadu 2022 byl v katedrálním chrámu svatého Jiří ve Vladikavkazu povýšen patriarchou moskevským Kirillem na arcibiskupa.